# Szabó György (labdarúgó, 1921)
Szabó György (1921 – 1962 ősz) válogatott labdarúgó, középfedezet. 1962 őszén közlekedési balesetben hunyt el.

## Pályafutása

### Klubcsapatban
A Gamma FC középdfedezete volt. Kivételes fizikumú labdarúgó volt, aki kiválóan rúgott és fejelt. Jól helyezkedett és szerelt. Gyorsasága és labda továbbítása nem mindig volt megfelelő.

### A válogatottban
1943-ban egy alkalommal szerepelt a magyar labdarúgó-válogatottban.

## Statisztika

### Mérkőzése a válogatottban
| Magyarország | Magyarország      | Magyarország              | Magyarország | Magyarország | Magyarország | Magyarország | Magyarország | Magyarország |
| #            | Dátum             | Helyszín                  | Hazai        | Eredmény     | Vendég       | Kiírás       | Gólok        | Esemény      |
| ------------ | ----------------- | ------------------------- | ------------ | ------------ | ------------ | ------------ | ------------ | ------------ |
| 1.           | 1943. november 7. | Budapest, Üllői úti pálya | Magyarország | 2 – 7        | Svédország   | barátságos   | -            |              |
|              | Összesen          |                           |              | 1            | mérkőzés     |              | 0            | gól          |